# Арріен
Арріен (нід. Arriën) — селище в нідерландській провінції Оверейсел. Входить до муніципалітету Оммен.
Його площа становить 6,76 км², а населення станом на 2021 рік складало 265 осіб.